# 金国泰
金 国泰（キム・グクテ、朝鮮語: 김국태）1924年8月27日 - 2013年12月13日）は、朝鮮民主主義人民共和国（北朝鮮）の政治家。朝鮮労働党中央委員会書記局書記（幹部養成担当）、党中央委員会政治局員、党中央委員会検閲委員長などを歴任。父は金策元副首相。

## 経歴
1924年に咸鏡北道清津府（現清津市）で生まれる。万景台革命学院卒業。金日成総合大学卒業。モスクワ総合大学へ留学。 1963年8月に朝鮮人民軍総政治局副局長（中将）になる。1967年11月より最高人民会議代議員を務める。1970年11月に朝鮮労働党の党中央委員になる。1976年6月に金日成高級党学校の校長になる。1983年3月に党宣伝煽動部長になる。1992年12月に党中央委員会書記局書記（幹部養成担当）になる。1993年1月に党幹部養成部長になる。2011年12月に金正日の国家葬儀委員会のメンバーになったときの役職は、党中央委員会政治局員、党中央委員会検閲委員長であった。
2013年12月13日、急性心不全および呼吸不全のため死去した。